# Kurt Johansson (militär)
Curt (Kurt) Arne Johansson, född den 21 december 1920 i Sollefteå församling i Västernorrlands län, död 25 augusti 2016 i Luleå domkyrkodistrikt i Norrbottens län, var en svensk militär.

## Biografi
Johansson avlade officersexamen vid Kungliga Krigsskolan 1943 och utnämndes samma år till fänrik vid Luleå luftvärnskår, där han 1953 befordrades till kapten. År 1954 erhöll han tjänst vid Försvarsstaben. Han befordrades 1961 till major och tjänstgjorde 1961–1962 vid Östgöta luftvärnsregemente samt 1962–1965 vid Luftvärnsavdelningen i Arméstaben, befordrad till överstelöjtnant 1964. Åren 1965–1966 tjänstgjorde han vid Roslagens luftvärnsregemente och 1966–1968 var han lärare vid Luftvärnsskjutskolan. År 1968 befordrades han till överste och var chef för Luleå luftvärnskår 1968–1976. Han befordrades till överste av första graden 1976 och var arméinspektör i staben vid Övre Norrlands militärområde 1976–1981. Åren 1962–1973 var han adjutant respektive överadjutant hos Hans Majestät Konungen.
Kurt Johansson invaldes 1969 som ledamot av Kungliga Krigsvetenskapsakademien. Han är begravd på Innerstadens kyrkogård i Luleå.